# Monopseudocuma
Monopseudocuma is een geslacht van zeekomma's dat behoort tot de familie Pseudocumatidae.
Het genus verschilt van Pseudocuma door het ontbreken van een tweede paar pleopoden en een korte tweede antenne bij het mannetje. Bij Fontainella zijn er geen expoden (buitenste takjes) op de pereopoden 3 en 4 in beide geslachten en het vrouwtje van Kerguelenica draagt enkelvoudige, rudimentaire exopoden enkel op pereopode 3. Bij Petalosarsia ten slotte zijn de rudimentaire exopoden bij vrouwtjes zeer klein en erg moeilijk te zien en de eerste pereopode is verkort en relatief breed. Monopseudocuma bezit een klein, vrij telson zonder apicale stekels.
Het omvat slechts één soort:
- Monopseudocuma gilsoni (Gilson, 1906)